# Нижне-Матрёнская волость
Нижне-Матрёнская во́лость — административно-территориальная единица Усманского уезда Тамбовской губернии с центром в селе Нижняя Матрёнка.  

## География
Волость расположена в центральной части Усманского уезда. Волостной центр находился в 35 верстах от г. Усмани.

## История
Волость возникла по закону от 7 августа 1797 г. «О разделении казенных селений на волости и о порядке внутреннего их управления». Вводилось волостное правление. Структуру которого составляли: волостной голова, староста (выборный) и один писарь. Кроме того, в каждом селении волости избирался сельский старшина и при каждых десяти дворах десятский.
В ходе реформы Киселёва в волости вводились: исполнительный орган — волостное правление, распорядительный — волостной сход и судебно-апелляционная инстанция — волостная расправа. Были созданы волостные правления для государственных крестьян, подчинявшиеся местным палатам государственных имуществ. Волость вошла в состав Усманского округа.
В 1861 году в ходе крестьянской реформы произошли реорганизация в системе управления. Волостное управление на основании Общего положения о крестьянах 1861 года составляли:
1. Волостной сход;
2. Волостной старшина с волостным правлением;
3. Волостной крестьянский суд.

Волостные правления были ликвидированы постановлением Совнаркома РСФСР от 30 декабря 1917 года «Об органах местного самоуправления». Управление волости передавалось волостным съездам советов и волисполкомам.
Постановлением ВЦИК РСФСР от 4 января 1923 г. передана в состав Воронежской губернии.

## Населённые пункты
По состоянию на 1914 год состояла из следующих населенных пунктов:
с. Нижняя  Матрёнка,
с. Ольховка,
с. Пластинки,
сельцо  Пластинский Липяг,
д. Матвеевка — Асташева,
д. Матвеевка—Глотова.

## Население
1890—9980 человек.

## Приходы
- Приход церкви  Богоявления Господня  в с. Нижняя  Матрёнка. Церковь каменная, теплая, построена на средства прихожан в 1790 году. В приходе хутор усманского купца Сергея Казьмина[9].

- Приход Покровской церкви в Ольховке.  Открыт в 1808 году. Церковь каменная, теплая, построена в 1839 году на средства прихожан. Престолов два: главный - во имя Покрова Пресвятой Богородицы и придельный в честь святителя Николая чудотворца[10].
- Приход церкви  великомученика Дмитрия Солунского в  с. Пластики. Открыт в 1850. Церковь деревянная, холодная, построена в 1850 году.  В приходе две деревни: Богородицкая и Ростовка. Экономии  Вельяминова и усманского купца Макеева[11].